# Carena de Serraltes
La Carena de Serraltes és una serra del terme municipal de Granera, al Moianès (Vallès Oriental).

La Carena de Serraltes, respecte del terme de Granera

Està situat a la part central-oriental del terme, a llevant del poble de Granera. És a la dreta del torrent de la Riera i a l'esquerra del de Salvatges, a ponent de la masia de Puigdomènec. És la continuïtat cap al nord de la Carena de les Illes.